# Mortes em fevereiro de 2025
Mortes em 2025: ← Janeiro – Fevereiro – Março – Abril – Maio – Junho – Julho – Agosto – Setembro – Outubro – Novembro – Dezembro →
Esta é uma relação de pessoas notáveis que morreram durante o mês de fevereiro de 2025, listando nome, nacionalidade, ocupação e ano de nascimento.

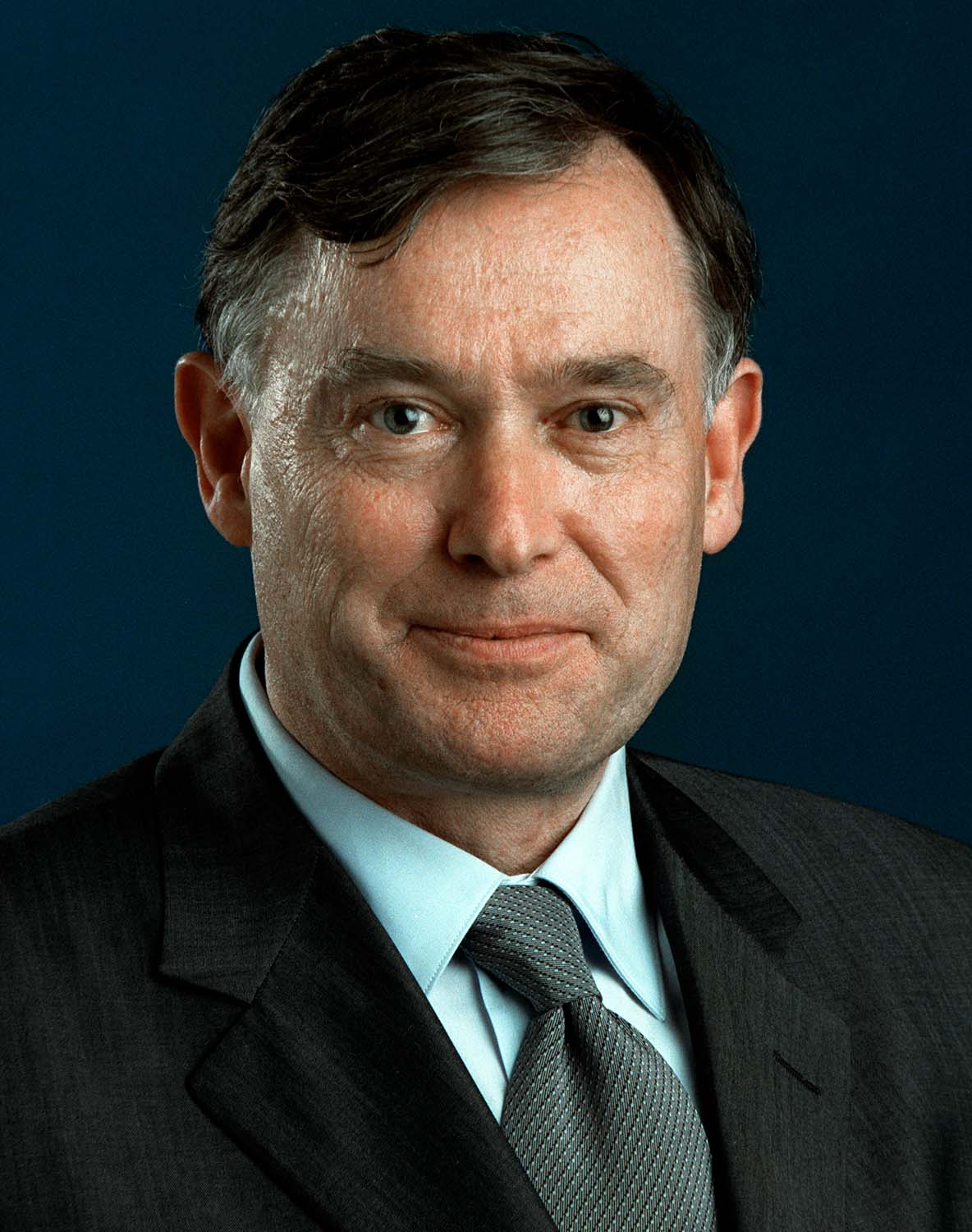
Horst Köhler, político alemão.

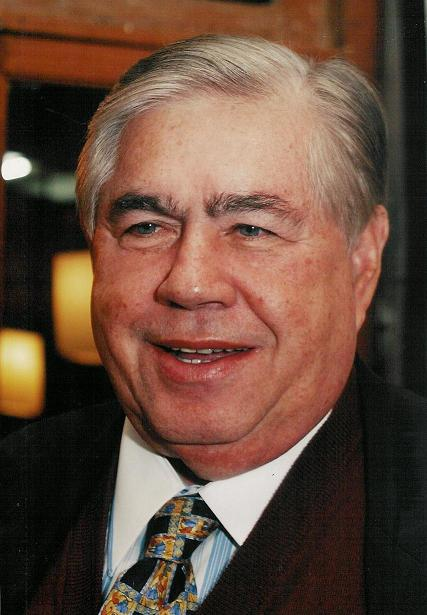
Newton Cardoso, político brasileiro.

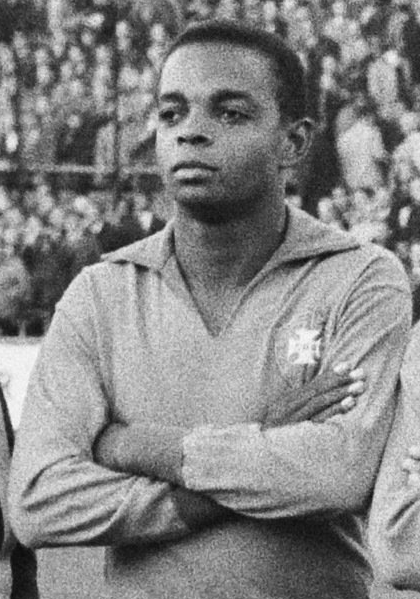
Lima, futebolista brasileiro.

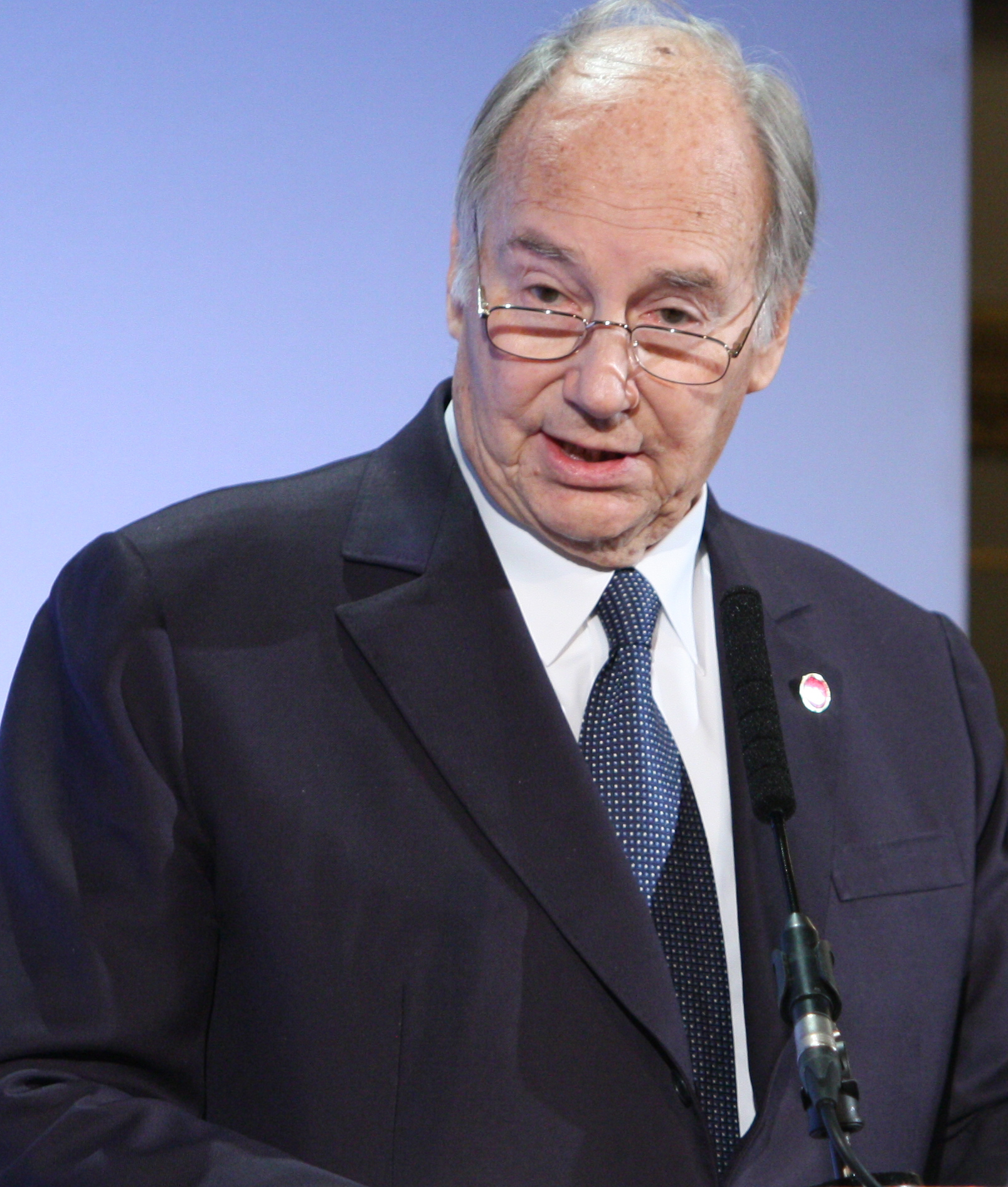
Agacão IV líder religioso britano–português.

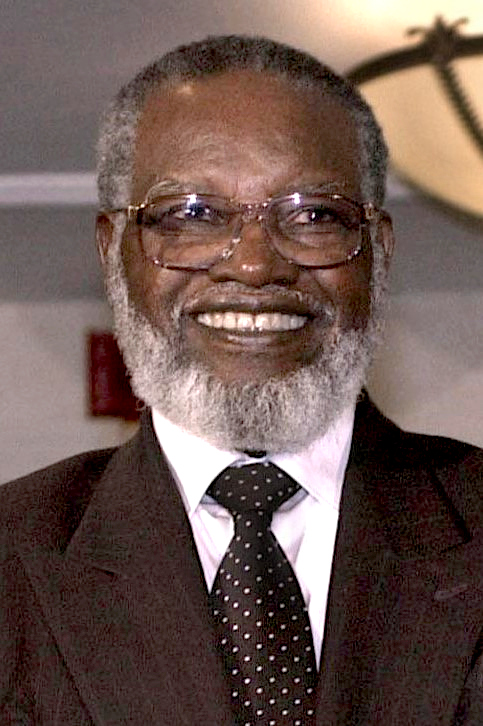
Sam Nujoma, político namibiano.

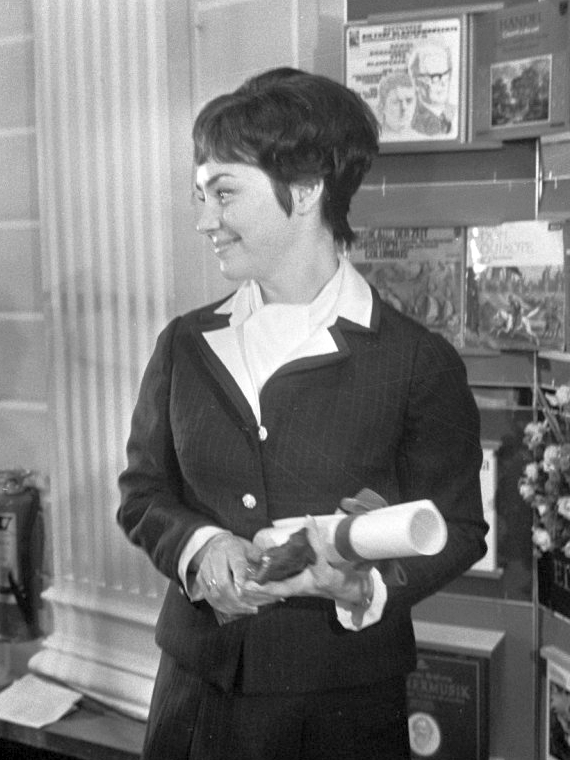
Edith Mathis, cantora lírica suíça.

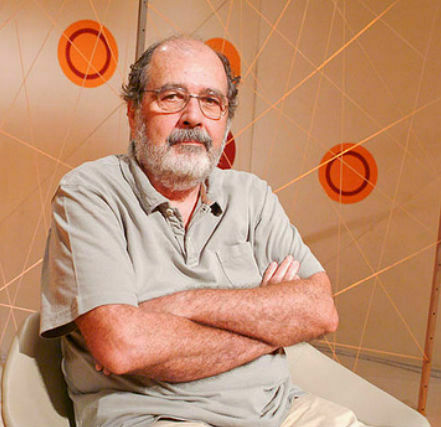
Cacá Diegues, cineasta brasileiro.

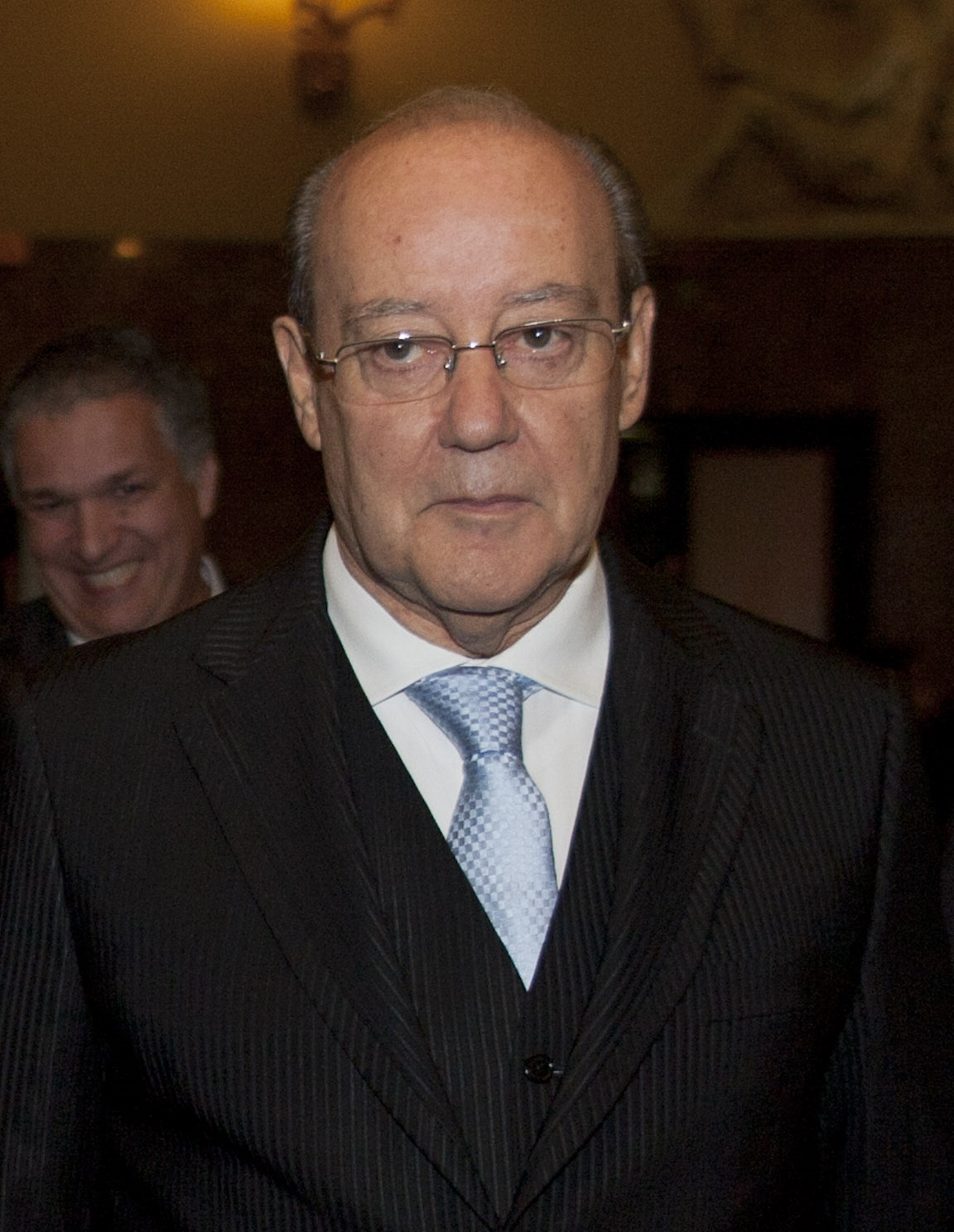
Jorge Nuno Pinto da Costa, empresário e dirigente desportivo português.

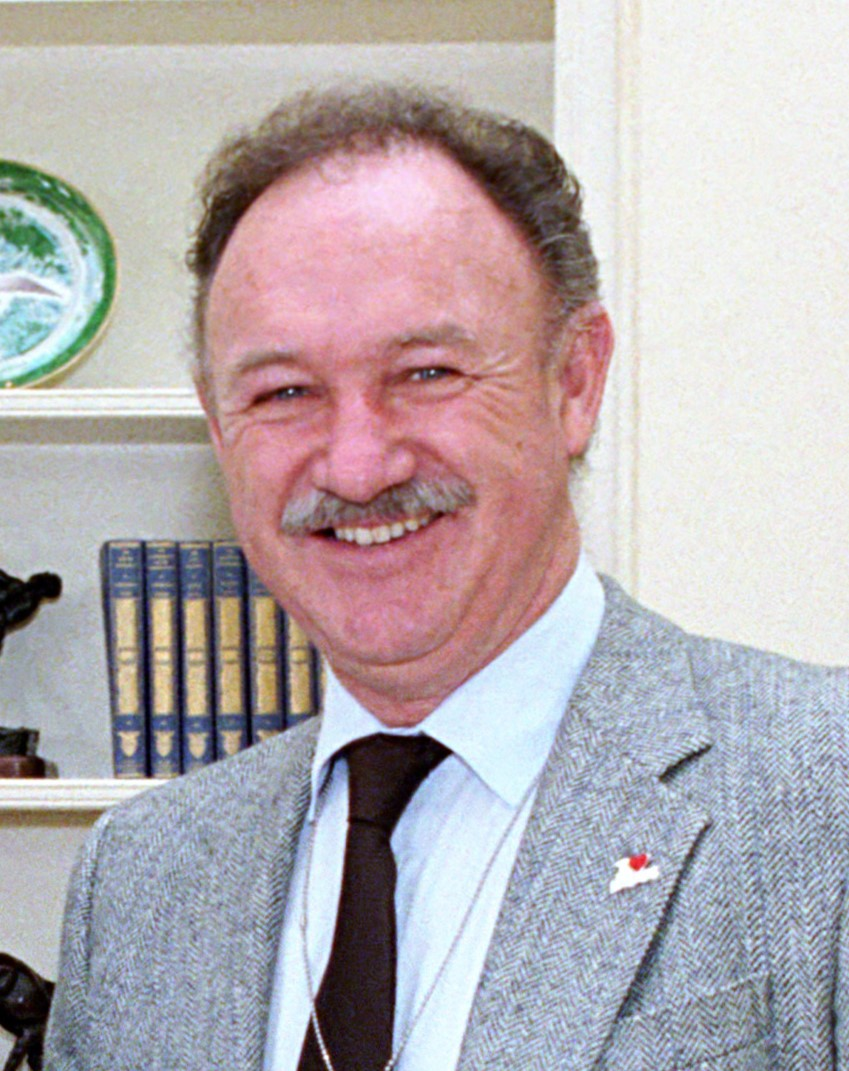
Gene Hackman, ator estadunidense.

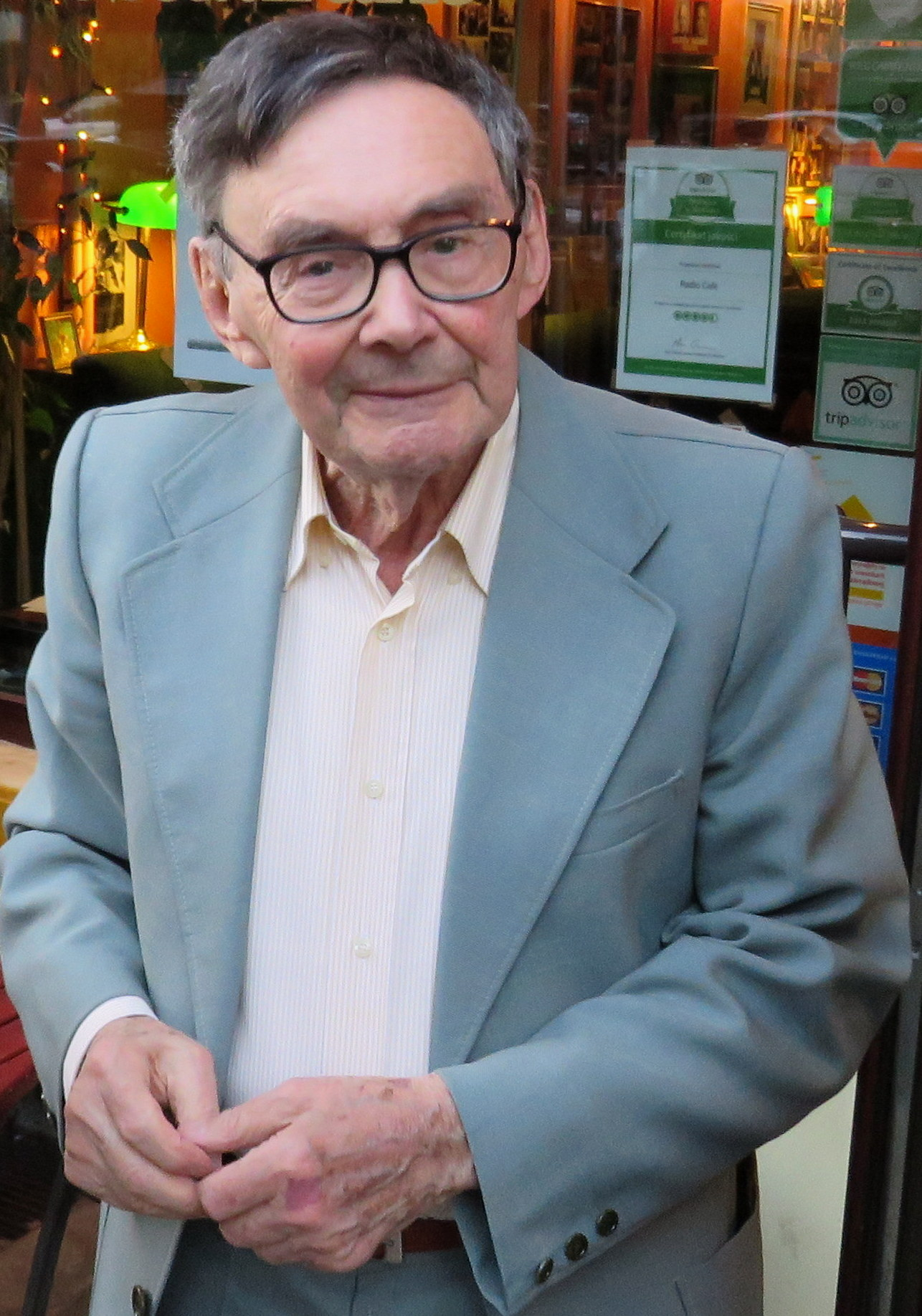
Marian Turski, historiador polaco.

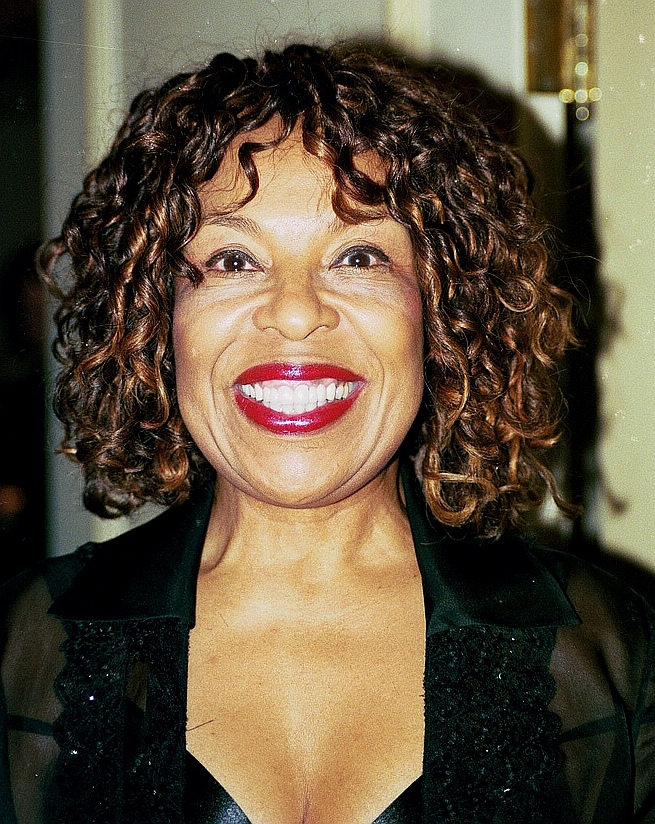
Roberta Flack, cantora estadunidense.

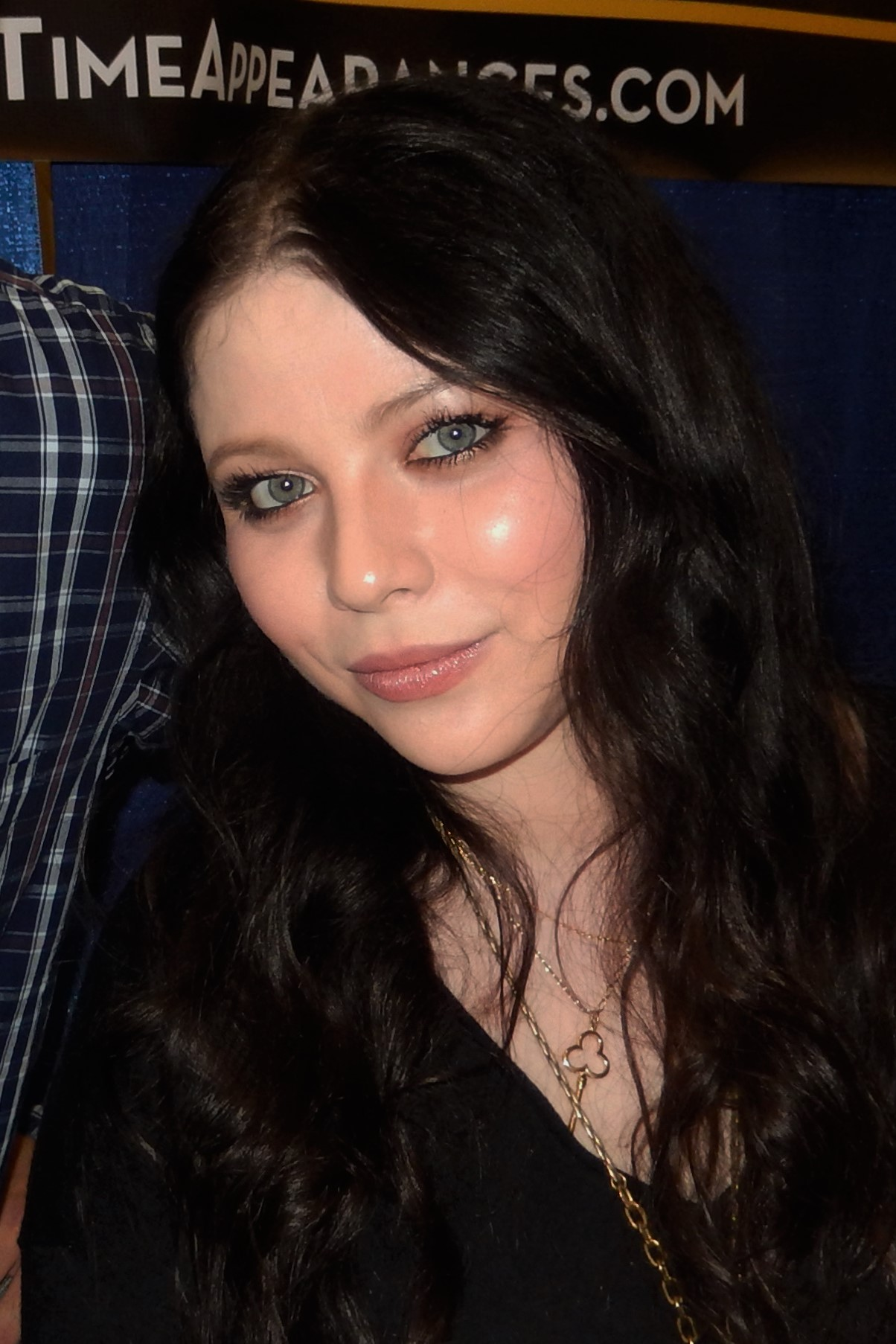
Michelle Trachtenberg, atriz estadunidense.

| Dia | Nome                            | Profissão ou motivo de reconhecimento | Nacionalidade               | Nasc. | Ref    |
| --- | ------------------------------- | ------------------------------------- | --------------------------- | ----- | ------ |
| 1   | Horst Köhler                    | Político                              | Alemanha                    | 1943  | [ 1 ]  |
| 1   | Alberto Leguelé                 | Futebolista                           | Brasil                      | 1953  | [ 2 ]  |
| 1   | Renato Corsetti                 | Esperantista                          | Itália                      | 1941  | [ 3 ]  |
| 2   | Newton Cardoso                  | Político                              | Brasil                      | 1938  | [ 4 ]  |
| 2   | Fritz                           | Basquetebolista                       | Brasil                      | 1941  | [ 5 ]  |
| 2   | Brian Murphy                    | Ator                                  | Reino Unido                 | 1932  | [ 6 ]  |
| 2   | Abílio Rodas de Sousa Ribas     | Prelado                               | Portugal                    | 1931  | [ 7 ]  |
| 2   | Ian Maddieson                   | Linguista                             | Reino Unido/ Estados Unidos | 1942  | [ 8 ]  |
| 3   | Lima                            | Futebolista                           | Brasil                      | 1942  | [ 9 ]  |
| 3   | Eurides Brito da Silva          | Política                              | Brasil                      | 1937  | [ 10 ] |
| 3   | Chris Newman                    | Compositor                            | Estados Unidos              | 1940  | [ 11 ] |
| 4   | Maria Teresa Horta              | Escritora                             | Portugal                    | 1937  | [ 12 ] |
| 4   | Humberto Souto                  | Político                              | Brasil                      | 1934  | [ 13 ] |
| 4   | Michael Burawoy                 | Sociólogo                             | Reino Unido                 | 1947  | [ 14 ] |
| 4   | Agacão IV                       | Líder religioso                       | Portugal/ Reino Unido       | 1936  | [ 15 ] |
| 5   | Raul Tessari                    | Empresário e economista               | Brasil                      | 1937  | [ 16 ] |
| 5   | Dave Jerden                     | Produtor musical                      | Estados Unidos              | 1949  | [ 17 ] |
| 5   | Howard Twilley                  | Jogador de futebol americano          | Estados Unidos              | 1943  | [ 18 ] |
| 6   | Vital Farias                    | Cantor e compositor                   | Brasil                      | 1943  | [ 19 ] |
| 6   | Kenneth Kitchen                 | Egiptólogo e escritor                 | Reino Unido                 | 1932  | [ 20 ] |
| 7   | Bruce French                    | Ator                                  | Estados Unidos              | 1945  | [ 21 ] |
| 8   | Sam Nujoma                      | Político                              | Namíbia                     | 1929  | [ 22 ] |
| 9   | Tom Robbins                     | Escritor                              | Estados Unidos              | 1932  | [ 23 ] |
| 9   | Rafael Moreira                  | Historiador de arte                   | Portugal                    | 1947  | [ 24 ] |
| 9   | Edith Mathis                    | Cantora lírica                        | Suíça                       | 1938  | [ 25 ] |
| 9   | Mara Corday                     | Atriz                                 | Estados Unidos              | 1930  | [ 26 ] |
| 10  | Takis Ikonomopoulos             | Futebolista                           | Grécia                      | 1943  | [ 27 ] |
| 10  | Peter Navy Tuiasosopo           | Ator                                  | Estados Unidos              | 1963  | [ 28 ] |
| 10  | Antônio Fagundes de Souza       | Político e professor                  | Brasil                      | 1934  | [ 29 ] |
| 11  | Georgios Roubanis               | Atleta                                | Grécia                      | 1929  | [ 30 ] |
| 11  | Yvonne Choquet-Bruhat           | Matemática e física                   | França                      | 1923  | [ 31 ] |
| 12  | Fernando Monteiro               | Cineasta e escritor                   | Brasil                      | 1949  | [ 32 ] |
| 12  | Tony Bedeau                     | Futebolista                           | Granada                     | 1979  | [ 33 ] |
| 12  | Raymundo Mário Sobral           | Jornalista e escritor                 | Brasil                      | 1938  | [ 34 ] |
| 13  | Maria Zélia Rouquayrol          | Farmacologista                        | Brasil                      | 1931  | [ 35 ] |
| 14  | Cacá Diegues                    | Cineasta                              | Brasil                      | 1940  | [ 36 ] |
| 14  | Geneviève Page                  | Atriz                                 | França                      | 1927  | [ 37 ] |
| 14  | Alice Hirson                    | Atriz                                 | Estados Unidos              | 1929  | [ 38 ] |
| 14  | Walter Goffart                  | Historiador                           | Alemanha/ Estados Unidos    | 1934  | [ 39 ] |
| 15  | Alceu Pires                     | Cantor                                | Brasil                      | 1942  | [ 40 ] |
| 15  | Jorge Nuno Pinto da Costa       | Empresário e dirigente desportivo     | Portugal                    | 1937  | [ 41 ] |
| 15  | Muhsin Hendricks                | Imã                                   | África do Sul               | 1967  | [ 42 ] |
| 16  | Lauro Péricles Gonçalves        | Político                              | Brasil                      | 1935  | [ 43 ] |
| 16  | Mike Collier                    | Jogador de futebol americano          | Estados Unidos              | 1953  | [ 44 ] |
| 16  | Kim Sae-ron                     | Atriz                                 | Coreia do Sul               | 2000  | [ 45 ] |
| 17  | Carlos Miranda                  | Ator e militar                        | Brasil                      | 1933  | [ 46 ] |
| 17  | José Rubens Siqueira            | Ator e dramaturgo                     | Brasil                      | 1945  | [ 47 ] |
| 17  | Paquita la del Barrio           | Atriz e cantora                       | México                      | 1947  | [ 48 ] |
| 17  | Seo Carlão                      | Sambista                              | Brasil                      | 1930  | [ 49 ] |
| 17  | Andreas Acrivos                 | Engenheiro                            | Grécia/ Estados Unidos      | 1928  | [ 50 ] |
| 17  | Petr Matoušek                   | Ciclista                              | Tchecoslováquia/ Suíça      | 1949  | [ 51 ] |
| 17  | James Harrison                  | Doador de plasma sanguíneo            | Austrália                   | 1936  | [ 52 ] |
| 18  | Gene Hackman                    | Ator                                  | Estados Unidos              | 1930  | [ 53 ] |
| 18  | Marian Turski                   | Historiador                           | Polónia                     | 1926  | [ 54 ] |
| 18  | Claus Roxin                     | Jurista                               | Alemanha                    | 1931  | [ 55 ] |
| 19  | Souleymane Cissé                | Cineasta                              | Mali                        | 1940  | [ 56 ] |
| 19  | Manuel Sérgio                   | Filósofo e político                   | Portugal                    | 1933  | [ 57 ] |
| 19  | William Browder                 | Matemático                            | Estados Unidos              | 1934  | [ 58 ] |
| 20  | Frankétienne                    | Escritor, poeta, dramaturgo, pintor   | Haiti                       | 1936  | [ 59 ] |
| 21  | Amélia Bittencourt              | Atriz                                 | Brasil                      | 1938  | [ 60 ] |
| 21  | Ioan James                      | Matemático                            | Reino Unido                 | 1928  | [ 61 ] |
| 22  | Felizardo de Pinho Pessoa Filho | Político e farmacêutico               | Brasil                      | 1918  | [ 62 ] |
| 22  | Lílian Knapp                    | Cantora e compositora                 | Brasil                      | 1948  | [ 63 ] |
| 22  | Jorge Mariné                    | Ciclista                              | Espanha                     | 1941  | [ 64 ] |
| 23  | Steven Toyloy                   | Basquetebolista                       | Estados Unidos              | 1987  | [ 65 ] |
| 24  | Roberta Flack                   | Cantora                               | Estados Unidos              | 1937  | [ 66 ] |
| 24  | Paulo Brum                      | Político                              | Brasil                      | 1958  | [ 67 ] |
| 24  | Ricardo Kanji                   | Flautista                             | Brasil                      | 1948  | [ 68 ] |
| 24  | Dirceu de Mello                 | Desembargador                         | Brasil                      | 1929  | [ 69 ] |
| 24  | Robert John                     | Cantor e compositor                   | Estados Unidos              | 1946  | [ 70 ] |
| 24  | Piet van Katwijk                | Ciclista                              | Países Baixos               | 1950  | [ 71 ] |
| 25  | Roberto Orci                    | Roteirista e produtor de cinema       | Estados Unidos              | 1973  | [ 72 ] |
| 25  | Nelson Pedrini                  | Político                              | Brasil                      | 1935  | [ 73 ] |
| 26  | Michelle Trachtenberg           | Atriz                                 | Estados Unidos              | 1985  | [ 74 ] |
| 27  | Boris Spassky                   | Enxadrista                            | Rússia/ União Soviética     | 1937  | [ 75 ] |
| 28  | David Johansen                  | Cantor, compositor e ator             | Estados Unidos              | 1950  | [ 76 ] |
| 28  | Joseph Wambaugh                 | Escritor                              | Estados Unidos              | 1937  | [ 77 ] |
| 28  | Luis Couturier                  | Ator                                  | México                      | 1940  | [ 78 ] |